# 松田甚兵衛
松田 甚兵衛（まつだ じんべえ）は、江戸時代の江戸本所石川町の味噌醤油問屋である。松田屋は、もとは相模国松田氏傍流の武士で、後北条氏時代から丹沢鉱山に関わっていたが、本家の後北条氏筆頭家老松田憲秀の処断後、士を降り、江戸幕府創設とともに小田原から江戸に移って、幕府に直接融資する御用商人として、初代より銅座を兼ねていた。
大阪銅座出張所として設置された本所清水町（現在の亀沢・石原の一部）の古銅吹所に加えて、1837年（天保8年）、本所横川町に新たに別段古銅吹所が創設されると、松田甚兵衛がその運営を引き受け、座人勤方となった。甚兵衛は、幕府から特許を得て、秋田や飛騨の鉱山で廃棄されていた捨からみ銅を集め、精錬を行い、江戸での銭自給を回復させた。
1839年6月（天保10年5月）の蛮社の獄に際しては、義妹の画弟子斎藤香玉の頼みに応じ、渡辺崋山の助命に奔走し、将軍徳川家斉の愛妾お美代の方の養父中野碩翁に働きかけようとした。
1844年6月25日（天保15年5月10日）、江戸城本丸御殿が焼失し、江戸市中の問屋を代表して、松田甚兵衛が銅瓦板製造の請負責任者となった。しかし、江戸では生産力不足のため、甚兵衛は、膝折村（現朝霞市）の水車を応用して、銅板圧延を行った。
1845年8月、幕府の命を受けて、盛岡藩から焔硝（黒色火薬）数百斤を受け取り、また、鉱山学に強い盛岡藩藩士の川口理仲太を見出し、1849年（嘉永2年）には、足尾銅山の粗銅吹き立ても認められている。
孫は日本放送協会アナウンサーの松田義郎、曾孫は奇術師の松田昇太郎、曾々孫は画家の松田ハルミ、曾々々孫は哲学者の純丘曜彰。

## 著書
- 『銅を吹金色ニ吹揚ケ候愚存申上候書付』